# Poolesville
Poolesville é uma vila localizada no estado americano de Maryland, no Condado de Montgomery.

## Demografia
Segundo o censo americano de 2000, a sua população era de 5151 habitantes.
Em 2006, foi estimada uma população de 5529, um aumento de 378 (7.3%).

## Geografia
De acordo com o United States Census Bureau tem uma área de 10,0 km², dos quais 10,0 km² cobertos por terra e 0,0 km² cobertos por água. Poolesville localiza-se a aproximadamente 122 m acima do nível do mar.

## Localidades na vizinhança
O diagrama seguinte representa as localidades num raio de 16 km ao redor de Poolesville.